# ترا لم لم (مسرحية)
مسرحية كوميدية مصرية تم إنتاجها عام 2006 

## طاقم العمل

### الممثلين
- ندى بسيوني
- سمير غانم
- إيمي سمير غانم
- غسان مطر
- نواعم
- مصطفى حسن
- نور فدري
- محمد محمود
- مروى

### إنتاج
- البسمة للإنتاج الفني (منتج)
- محيي زايد (منتج)

### إخراج
- هاني مطوع (المخرج)

### موسيقى
- حسن إش إش   (الألحان والموسيقى التصويرية)

### تأليف
- أحمد عوض

### دعاية
- شريف قمر